# Ján Solovič
Ján Solovič (8. března 1934 Pliešovce, Československo – 10. července 2022) byl slovenský spisovatel a dramatik.

## Životopis
Narodil se v železničářské rodině a své vzdělání získal ve Zvolenu a v Bratislavě, kde v letech studoval na VŠMU dramaturgii. V letech 1957–1963 byl dramaturgem Československého rozhlasu, v letech 1963–1971 pracoval jako jeho umělecký šéf, v letech 1971–1983 byl vedoucím tajemníkem a v letech 1984–1989 byl předsedou Svazu slovenských spisovatelů. Zastával rovněž vícero politických postů, např. byl poslancem Slovenské národní rady, členem jejího předsednictva či předsedou jejího výboru pro školství a kulturu. Od roku 1978 je docentem televizní a filmové dramaturgie na VŠMU. V roce 1972 mu byla udělena národní cena Slovenské socialistické republiky, v roce 1977 státní cenu Klementa Gottwalda a v roce 1975 mu byl udělen titul zasloužilý umělec. Žil v Bratislavě.

## Tvorba
Jeho prvními literárními díly byly básně. V roce 1953 debutoval jako dramatik v rozhlase, v roce 1955 debutoval též jako divadelní dramatik. V roce 1962 se začal věnovat také televizním hrám. Svým dílem se stal reprezentativní ukázkou autora z období normalizace. Ve svých dílech se zaobíral tématy jako kolektivizace, lehkomyslnost a její nedozírné následky, lidské problémy, zápas o společenský pokrok, ale také se zabýval současnými společenskými problémy. Velmi dobře chápe lidské trápení, u jednotlivců vidí složitou spleť osobních a společenských problémů, proto i jeho hlavní hrdinové nejsou bez vnitřních protimluvů a konfliktů s okolím.

## Dílo
- Seznam děl v Souborném katalogu ČR, jejichž autorem nebo tématem je Ján Solovič

### Divadelní hry
- 1955 – Posledná hrmavica
- 1957 – Nepokojná mladosť, komedie
- 1958 – Súhvezdie Draka
- 1960 – U nás taká obyčaj, veselohra
- 1968 – Strašne ošemetná situácia, veselohra
- 1970 – Žobrácke dobrodružstvo, tragikomedie (pod názvem Plné vrecká peňazí do muzikálové podoby v roce 1975 přepracovali Milan Lasica s Júliem Satinským
- 1972 – Veža nádeje, veselohra
- 1972 – Dve komédie
- 1973 – Meridián
- 1974 – Strieborný jaguár
- 1976 – Zlatý dážď
- 1978 – Občianska trilógia společné vydání her Meridián, Strieborný jaguár a Zlatý dážď
- 1978 – Pozor na anjelov, komedie
- 1981 – Právo na omyl, drama
- 1983 – Kráľovná noci v kamennom mori, veselohra
- 1984 – Zvon bez veže
- 1985 – Peter a Pavel, komedie
- 1987 – Príliš odvážny projekt

### Rozhlasové hry
- 1953 – Toruňský génius, o Mikulášovi Koperníkovi
- 1955 – Prešporská predohra, o studentských letech Štúrovců
- 1958 – Polnoc bude o päť minút
- 1962 – Ruky pre Luciu
- 1965 – Prvý dialóg s vami
- 1965 – Druhý dialóg s vami
- 1968 – Rekomando

### Televizní hry
- 1963 – Kar na konci roku
- 1965 – Kde leží naša bieda
- 1967 – Zhasnuté slnko
- 1969 – Traja z deviateho poschodia, triptych
- 1970 – Dosť dobrý chlapi, filmový scénář (režie Jozef Režucha)
- 1975 – Straty a nálezy, televizní seriál
- 1979 – Dobrí ľudia ešte žijú, triptych

### Tvorba pro děti
- 1963 – Výlet nad oblaky, pohádková knížka
- 1965 – Zradná čapica, sborník krátkých scénických útvarů pro děti

### Publicistická díla
- 1966 – Tu Bratislava. Rozhlas v retrospektíve a perspektíve